# Deslizamento basal
Deslizamento basal é o movimento de uma geleira sobre o leito abaixo causado pelo derretimento da água sob o gelo, agindo como um lubrificante. Este movimento depende muito da sua quantidade derretida, leito, temperatura da área, tamanho do sedimento, inclinação da geleira e do seu tamanho. 
O movimento que acontece entre as geleiras, especialmente na sua base, à medida que deslizam é o movimento convulsivo, causado por abalo sísmicos. Descobriu-se que a maioria dos movimentos pode ser causada pela água derretida pressionada ou por pequenos sedimentos saturados de água sob a geleira. Isto dá-lhe uma superfície muito mais suave ao movimento, em oposição a uma superfície áspera que tende a diminuir a velocidade do deslizamento. Embora o derretimento de água seja a fonte mais comum de deslizamento basal, estudos mostram que sedimento saturado de água também pode ser responsável por até 90% do movimento basal que essas geleiras fazem.
A maioria da atividade vista do deslizamento basal está dentro de geleiras finas que estão deslizando em uma ladeira íngreme, e isto, na maioria das vezes, acontece comumente durante as estações de verão, quando a luz do sol funde um pouco a geleira exposta. Os fatores que podem desacelerar ou parar o deslizamento basal se relacionam com a composição dessa e também com o ambiente circundante. O seu movimento é dificultado pordetritos que estão dentro ou sob a geleira. Isto pode afetar a quantidade de movimento que é feito pela mesma em larga porcentagem, especialmente se a ladeira na qual ela se situa está baixa. A tração causada por este sedimento pode barrar uma geleira se movendo de forma gradual se houver a interferência com o sedimento oculto ou a água que está ajudando a transportá-lo.
Os Grandes Lagos da América do Norte, por exemplo, foram criados devido ao movimento basal.